# وانغ تشن (منافس ألعاب قوى)
وانغ تشن هو منافس ألعاب قوى صيني، ولد في 27 فبراير 1990.

## وصلات خارجية
- وانغ تشن على موقع الاتحاد الدولي لألعاب القوى (الإنجليزية)
- وانغ تشن على موقع اللجنة الأولمبية الصينية (الإنجليزية)